# Años 1250
Los años 1250 o década del 1250 empezó el 1 de enero de 1250 y terminó el 31 de diciembre de 1259.

## Acontecimientos
- Lisboa se convierte en capital de Portugal.
- Alejandro IV sucede a Inocencio IV como papa en el año 1254.
- Conrado IV es proclamado emperador del Sacro Imperío Romano Germánico.
- Luis IX de Francia cae prisionero  de los musulmanes en Egipto.
- Subida al trono de Alfonso X el Sabio, rey de Castilla y León e hijo de Fernando III el Santo, que impulsó la escritura del castellano.